# الجامعة (مدينة البيضاء)

تعديل مصدري - تعديل

حارة الجامعة هي إحدى حارات مدينة مدينة البيضاء أحد مدن محافظة البيضاء، بلغ تعداد سكانها 325 نسمة حسب تعداد اليمن لعام 2004.